# 南丹市立園部第二小学校
南丹市立園部第二小学校（なんたんしりつ そのべだいにしょうがっこう）は、京都府南丹市園部町にある公立小学校。

## 沿革
- 1999年 - 園部町立園部第二小学校として開校（園部町立園部小学校から分離）
- 2006年1月 - 4町合併により、南丹市立園部第二小学校へ改称
- 2015年4月 - 南丹市立川辺小学校と統合（校舎と校名はは園部第二小学校を使用）[1][2][3]

## 校歌
校歌作詞 - 石井昭吉　　校歌作曲 - 廣瀬量平、山上友佳子
- 2015年度より新しい校歌として制定。[4]

## 主な進学先
- 南丹市立園部中学校

## 交通アクセス
- 山陰本線（嵯峨野線）園部駅下車

## 通学区域が隣接している学校
- 南丹市立園部小学校
- 南丹市立八木西小学校
- 南丹市立八木東小学校
- 南丹市立殿田小学校